# チャールズタウン (セントビンセント・グレナディーン)
チャールズタウン（Charlestown）は、セントビンセント・グレナディーンの町。グレナディーン諸島のカノーアン島に位置し、グレナディーン教区に属している。島南部の狭まった場所に街が形成されており、最も狭いところでは約550メートルほどしかない。島の北部はゴルフ場といったリゾート地となっていることから、島唯一の都市（集落）とみなされている。
港ではフェリーが発着し、北方面では首都キングスタウン（セントビンセント島）、南方面ではメイルー島との航路がある。町の南にはカノーアン空港が所在し、国内線・国際線・チャーター便問わず受け入れている。